# Romaniv, Teofipol
Romaniv (în ucraineană Романів) este un sat în comuna Poleahove din raionul Teofipol, regiunea Hmelnîțkîi, Ucraina.

## Demografie
Componența lingvistică a localității Romaniv
     Ucraineană (95,85%)
     Rusă (4,15%)
Conform recensământului din 2001, majoritatea populației localității Romaniv era vorbitoare de ucraineană (95,85%), existând în minoritate și vorbitori de rusă (4,15%).